# João Jorge de Hohenzollern
João Jorge Carlos Leopoldo Eitel-Friedrich Meinrad Maria Hubertus Miguel de Hohenzollern (Sigmaringa, 31 de julho de 1932 — Munique, 2 de março de 2016) foi um príncipe alemão e, através de seu casamento com a princesa Birgitta da Suécia, era cunhado do rei Carl. XVI Gustavo. Foi o sexto filho de Frederico, Príncipe de Hohenzollern e de sua esposa, a princesa Margarete Karola da Saxônia.

## Infância e família
A Casa de Hohenzollern também produziu governantes do Reino da Romênia. O Rei Carol I da Romênia foi o primeiro rei da Romênia nascido como Príncipe de Hohenzollern-Sigmaringen. Ele foi sucedido por seu sobrinho Fernando I da Romênia (1865–1927), que foi adotado como herdeiro em 1889 por seu tio e o sucedeu como rei em 1914 após a morte de seu tio. Fernando se tornou pai do Rei Carol II da Romênia e avô de Miguel I da Romênia (1921–2017), o último membro reinante da Família Real da Romênia.
João Jorge, conhecido como "Hansi", tinha seis irmãos: Benedikta (que se casou com Heinrich, conde de Waldburg zu Wolfegg und Waldsee); Maria Aldegunde (que se casou com Werner Hess); Maria Theresia; Friedrich Wilhelm, Príncipe de Hohenzollern (que se casou com a Princesa Margarita de Leiningen); Franz Joseph (que se casou com a Princesa Maria Ferdinande von Thurn und Taxis e a segunda Princesa Diane de Bourbon-Parma); e o Príncipe Ferfied (que se casou com Maja Meinert).

## Vida profissional
Johann Georg viveu em Grünwald, Munique, e era um especialista em belas artes. De 1992 a 1998, atuou como Diretor Geral da Coleção Estatal de Imagens da Baviera e também foi diretor do Hypo-Kunsthalle da Fundação Cultural Hypo. Ele atuou como Membro do Conselho Consultivo - Europa na Christie's International plc. Patrono das artes, seu 75º aniversário foi comemorado com um concerto especial em Munique.

## Casamento e descendentes
Johann Georg conheceu a Princesa Birgitta da Suécia, irmã do atual Rei da Suécia Carl XVI Gustaf, em 1959, em um coquetel enquanto visitava amigos e parentes na Alemanha. O noivado foi anunciado pelo Palácio Real de Estocolmo em 15 de dezembro de 1960. A cerimônia de casamento civil ocorreu no Palácio Real de Estocolmo em 25 de maio de 1961, e o casamento religioso na Igreja de Sankt Johann, no palácio da família do noivo em Sigmaringen, em 30 de maio/31 de julho de 1961. Juntos, eles foram pais de três filhos:
- Príncipe Carl Christian de Hohenzollern (n. 1962), que se casou com Nicole Helene Neschitsch em 1999 em Kreuzpullach .
- Princesa Désirée de Hohenzollern (n. 1963), que se casou com Heinrich Franz Josef Georg Maria, Conde Hereditário de Ortenburg em 1998 em Weitramsdorf . Eles se divorciaram em 2002 e ela se casou com Eckbert von Bohlen und Halbach, filho do industrial Berthold von Bohlen und Halbach (e neto de Gustav Krupp von Bohlen und Halbach e da herdeira Bertha Krupp da ThyssenKrupp ).
- Príncipe Hubertus de Hohenzollern (n. 1966), que se casou com Uta Maria König.

Johann Georg e Birgitta separaram-se em 1990, embora tenham permanecido legalmente casados e participado juntos em eventos da família real sueca, incluindo o casamento de 2010 da Princesa Herdeira Victoria. Eles celebraram suas bodas de ouro em 2011.
O príncipe Johann Georg morreu em 2 de março de 2016 em Munique.

### Descendentes
Por meio de seu filho mais velho, ele foi avô de Nicolas João Jorge Maria, Príncipe de Hohenzollern (nascido em 1999). Através do primeiro casamento de sua filha Désirée, ele foi avô de Carlos Teodoro, Conde de Ortenburg (n. 1992), Frederico Hubertus, Conde de Ortenburg (n. 1995) e Carolina, Condessa de Ortenburg (n. 1997).

Brasão de armas como Cavaleiro dos Serafins